# Sphaerodoropsis capense
Sphaerodoropsis capense är en ringmaskart som först beskrevs av Francis Day 1963.  Sphaerodoropsis capense ingår i släktet Sphaerodoropsis och familjen Sphaerodoridae. Inga underarter finns listade i Catalogue of Life.